# Tuzlí (Bíljorod-Dnistrovski)
Tuzlí (en ucraniano: Тузли, romanizado: Tuzlý)  es un pueblo ucraniano perteneciente al óblast de Odesa. Situado en el suroeste del país, es parte del raión de Bíljorod-Dnistrovski y del municipio (hromada) homónimo.

## Toponimia
El nombre del asentamiento en otros idiomas de importancia en el asentamiento es también Tuzlí (en ruso: Тузлы; en rumano: Tuzla). El nombre proviene del turco tuzla, que significa “sales, salinas”. 

## Geografía
Tuzlí se encuentra en el limán de Burnas, 43 km al este de Tatarbunari y 115 km al suroeste de Odesa. El pueblo es el centro administrativo del Parque nacional Lagunas de Tuzlí.   

## Historia
El pueblo fue fundado en 1787 por pastores que alojaban sus rebaños cerca de las salinas y el 28 de enero de 1799 se consagró aquí la primera casa de oración.    
Después de la guerra ruso-turca de 1806-1812, Tuzlí pasó a manos del Imperio ruso, fue colonizado por soldados ucranianos y rusos y comenzó un período activo de extracción de sal autosedimentaria en las lagunas de Tuzlí. Para gestionar la industria de la sal se creó la Oficina de la Sal, por lo que en la primera mitad del siglo XIX el pueblo de Tuzly se llamaba a veces simplemente Oficina. En 1843-1845, la iglesia fue ampliada y reconstruida. En el año 1873 tuvo lugar la consagración de la nueva Iglesia del Santo Arcángel Miguel. El 6 de octubre de 1880 se realizó la apertura de la escuela del Ministerio de Educación Pública, transformada de escuela parroquial.    
Durante la guerra civil rusa, los activistas bolcheviques asumieron el liderazgo en diciembre de 1917. Cuando se declaró República Democrática de Moldavia en 1917 y se anexionó voluntariamente al reino de Rumania ese mismo año, la intervención del ejército rumano condujo a la represión de la rebelión bolchevique y a la pacificación del pueblo. Varios aldeanos participaron en el levantamiento de Tatarbunari de 1924, organizado por los bolcheviques en la URSS, resultando en 14 aldeanos fueron arrestados.
Tuzlí fue entregada a la Unión Soviética con el pacto Ribbentrop-Mólotov, incorporada al raión de Bolgrado del óblast de Izmaíl. El 29 de julio de 1941, Kulevcha fue tomada por tropas germano-rumanas durante la operación Barbarroja de la Segunda Guerra Mundial, volviendo a manos soviéticas en 1944.
Tuzlí volvió a formar parte del óblast de Izmaíl, que fue absorbido por el óblast de Odesa en 1954. Hasta enero de 1959, Tuzlí fue el centro administrativo del raión de Tuzlí.

## Demografía
La evolución de la población de Tuzlí entre 1989 y 2001 fue la siguiente:
| 3146                                                          | 1925 | 1916 |
| (Fuente: Cities & Towns of Ukraine y UKRAINE: Größere Städte) |      |      |

Según el censo de 2001, la lengua materna de la mayoría de los habitantes, el 90,65%, es el ucraniano; del 6,11%, el ruso; y del 1,57%, el rumano. En el censo de 193, el 40,62% de la población eran rumanos, el 28,96% eran rusos, el 12,91% eran alemanes, el 11,19% eran ucranianos y el 3,78% eran judíos.

## Economía
Los habitantes del pueblo de Tuzlí se dedican principalmente a la agricultura.

## Infraestructura

### Transporte
La línea ferroviaria Odesa-Basarabeasca pasa al sur del pueblo. 